# Хатунцева Гульназ Едуардівна
Гульназ Едуардівна Хатунцева, до шлюбу Бадикова (21 квітня 1994 , Чекмагуш, Башкортостан ) — російська трекова велогонщиця, виступає за збірну Росії в різних дисциплінах, бронзова призерка Олімпійських ігор 2020 року. Багаторазова призерка чемпіонатів Європи. З 2021 року виступає на треку за Marathon-Tula, майстер спорту Росії міжнародного класу. На шосе виступає за Cogeas-Mettler.

## Призові місця
2017
- — на Чемпіонаті Європи в Берліні в гонці за очками, 31 очко.
- — на чемпіонаті Росії з трекових велогонок 2017 Росія 2017 групова гонка за очками

2016
- — на чемпіонаті Росії з трекових велогонок у командній гонці переслідування

2018
- — на Чемпіонаті Європи в Глазго в медісоні з Діаною Климової, 38 очок.
- на Чемпіонаті Європи в Глазго в гонці за очками, 32 очка.
- Чемпіонат Росії з трекових велогонок 2018:
  -  — командна гонка переслідування
  -  — омніум
  -  — Медісон з Климової Діаною

## Виступи на Олімпіадах
| Олімпіада  | Дисципліна | Місце |
| ---------- | ---------- | ----- |
| Токіо 2020 | медісон    | 3     |